# Gaj Kilnij Mecen
Gaj Kilnij Mecen (lat. Gaius Cilnius Maecenas), rimski politik, pesnik, diplomat, prijatelj in politični svetovalec Gaja Avgusta Oktavijana (prvi rimski cesar in ustanovitelj Rimskega imperija) ter navdih za novo generacijo avgustovskih pesnikov, vključno s Horacijem, Vergilom in Propercijem, *15 April  70. pr.n.št., Arezzo, †8 oktober 8. pr.n.št, Rim.
Njegov priimek Mecen je postal naziv za mecenstvo, ki se uporablja še danes. Velja za vzor spodbujevalcev umetnosti in kulture – mecene.
Mecen je izhajal iz ugledne aristokratske družine etruščanskega porekla. Kraj njegovega rojstva je neznan, vendar pa naj bi oba starša prihajala iz Arretiuma (današnjega Arezza, 145 km severno od Rima). Sam je bil ponosen na svoje etruščanske korenine ter trdil, da izhaja iz pomembne vladajoče družine Cilnia, ki je bila zelo bogata in vplivna v Arretiu. Svoje ogromno bogastvo je pridobil že z dedovanjem, vendar pa je svoj položaj in vpliv še močno povečal s tesnim prijateljevanjem s cesarjem Oktavijanom, ki se je kasneje imenoval Avgust. Njegovo ime se je v zgodovini prvič pojavilo leta 40 pr. n. št., ko ga je Avgust  zaposli, da je uredil njegovo poroko s Scribonijo, ki je tako postala druga cesarjeva žena in mati Julije starejše. Prav tako je kot diplomat deloval v bitki pri Filipih v Makedoniji leta 42 pr. n. št. Bil je poročen s Terencijo, lepo žensko, ki se ga je naveličala. Rečeno je, da je kasneje postala Avgustova ljubica in ni nikoli imela nobenih otrok z Mecenom. Po navedbah Cicera je služil tudi v rimski konjenici (equites). Umrl naj bi nesrečen in brez otrok.
Mnenja o njegovi osebnosti so bila v antičnih časih deljena, saj se je rad udeleževal zabav in užival življenje. Zaradi svojega luksuznega življenja ga je Seneka močno kritiziral. Večinoma pa so cenili njegove diplomatske in uradniške sposobnostih. Izredno je bil ponosen na svoji vlogo pri vzpostavljanju novega reda pod cesarjem Avgustom. S svojim mecenstvom pa je vzbujal tako spoštovanje kot posmeh.
Mecenstvo se imenuje po njegovem priimku. Je zelo stara oblika razdeljevanja finančne pomoči nadarjenim posameznikom in skupinam, pri čemer so cilji nekomercialni, zato naj ne bi vplivala na delovanje umetnikov in raziskovalcev. V preteklosti so bili meceni praviloma bogati in velikodušni vladarji ali plemiči, ki so pri ustvarjanju podpirali največje svetovne likovne ustvarjalce, skladatelje, pesnike, dramatike, pisatelje, raziskovalce in znanstvenike. Danes so vlogo mecenov prevzela velika podjetja ter država, ki mora določena finančna sredstva za razvoj kulture, znanosti in umetnosti zagotoviti s proračunom.
Mecen je bil ključnega pomena pri pogajanjih o miru v času državljanske vojne med Antonijem in Avgustom, ki je na koncu kot znak sprave poročil svojo sestro Oktavijo z Antonijem. V 38-37 n.št. je Mecen celo prepričal Antonija, da posodi Avgustu vojne ladje, ki jih je potreboval za zmago za popoln nadzor nad zahodom. Mecen ni imel uradno nobene funkcije ali vojaškega poveljstva, v resnici pa je imel močan vpliv nad Rimom in Italijo. Kljub temu, pa je kot mecen dobil pohvale za svojo milino in človečnosti. Ko je bil cesar odsoten iz Rima, je imel enake pristojnosti kot Agripa (Avgustov izvršni poročnik). Večkrat je imel dovoljenje, da uporablja Avgustov pečat in s tem izvršuje regentska pooblastila. Tako je lahko spreminjal njegove odločitve, in še naprej tesno sodeloval s tujimi in domačimi diplomati. Mecen je vedno tekmoval z Agripo za vpliv. Odkril in uničil je zaroto Lepida Mlajšega proti Avgustu. Po Avgustovi zmagi nad Antonijem in zagotovitvi praktično neomejene oblasti je Mecen postopoma izgubljal pomembnost pri Avgustu. Po Svetonijevem mnenju naj bi bila razlog njegova lepa, a problematična žena, ki je ni obvladal, in pa njen še bolj problematičen brat, ki je bil domnevno udeležen v zaroti proti cesarju. Kasij Dion je v razlagi bolj preprost: Avgust si je vzel za ljubico njegovo ženo, Mecena  pa pustil ob strani. Kljub temu je v oporoko zapustil vse svoje premoženje prav Avgustu. Svoje mecenstvo je želel uporabljati poleg spodbujanja kulturnega udejstvovanja tudi kot propagando in poveličevanje režima Avgusta.
Njegova literarna dela obsegajo tako prozo kot poezijo. Vendar pa se je le malo njegovih del ohranilo. Neposredno in samostojno ni prispeval veliko k razvoju filozofske misli v (novoustanovljenem) Rimskem cesarstvu, razen v okviru dokaj slabo ohranjenega fonda njegove proze in verzov. Iz dvajsetih odlomkov, ki so ostali, izhaja, da je bil v literaturi manj uspešen kot sodnik in spodbujevalec umetnosti. Njegova najbolj znana dela so dialog Symposium (Simpozij, v katerem nastopata Virgil in Horac), Prometej (O Prometeju), De cultu suo (o njegovem obnašanju v življenju), pesem In Octaviam (proti Oktaviji, starejši cesarjevi sestri), kjer je tema neznana, prav tako pa so ta dela skritizirali Seneka, Kvintilijan ter celo sam Avgust predvsem zaradi nenavadnega sloga pisanja ter uporabe redkih besed in nerodnih prenosov. Po Kasiju Dionu naj bi tudi za svoje potrebe uporabljal stenografski način pisanja.
Mecen je s svojim delovanjem močno spodbudil nekatere pesnike za njihovo ustvarjanje. S svojim pokroviteljstvom (patronatom) je omogočil ustvarjati tudi Vergilu ter Horaciju. Pomembno Vergilovo delo, ki je nastalo zaradi patronata je Georgika (Hvalnica kmetu), ki govori o kmečkem življenju. Zanimivo je to, da naj bi delo nastalo celo na Mecenovo zahtevo, da bi tako motiviral kmete in vzpodbudil poljedelstvo. Delo je razdeljeno na štiri knjige, od tega pa sta v prvi in zadnji posvetili Mecenu, v tretji pa je slavljen cesar Avgust. Z Mecenovo pomočjo je tudi Horac uspel izdati svoje prve tri knjige Ode ter Epode. V zameno za lagodno in bogato življenje je Horacij v svojih pesmih pogosto omenjal Mecena in slavil cesarja Avgusta. Njegov posredni vpliv na vzpostavitev filozofskih temeljev ti. cesarskega Rima kot ga poznamo danes in ki je bil tudi vzor skozi vsa stoletja obstoja Rimskega cesarstva - Avgustova "zlata doba", je neprecenljiv. Po stoletjih vojn, tako državljanskih kot tudi v soseščini, se je ravno v času Mecena in Avgusta razvila kulturno-civilizacijska podstat Rima, kot ga poznamo danes. Pri tem so bili ključni akterji prav člani Mecenovega kroga - Virgil, Horacij in Ovidij.
Mecenski vrtovi so bili prvi rimski vrtovi v perzijsko-helenističnem slogu. Nahajali so se na vrhu Eskvilina, enega od sedmih rimskih gričev, blizu lamijskih vrtov. Sestavljeni so bili iz teras in knjižnic ter drugih poslopji, ki so bila značilna za rimsko kulturo. Prav tako naj bi se v vrtovih nahajali bazeni s toplo vodo, ki jih je kot prvi izdelal prav Mecen. Po Mecenovi smrti so prešli v last imperija. Kasneje pa je v njih živel tudi cesar Tiberij.
Mecenat, Gaj Cilnije
Značenje reči Mecena
Gaius Maecenas_britannica
Maecenas
Maecenas, Gaius (Cilnius) (Annotation to Carlyle's "Hudson's Statue")
1. ↑  Store norske leksikon — 1978. — ISSN 2464-1480